# Goulien
Goulien je francouzská obec v departementu Finistère v Bretani.

## Etymologie
Název obce je odvozen od jména svatého Goulvena, který byl patnáctým biskupem v Léonu.

## Vývoj počtu obyvatel
Počet obyvatel

## Památky
- kostel Saint Goulven z 16. století
- kaple Notre Dame de Lannourec z roku 1634
- kříže de Kerguerrien, de Croaz Henter Di (1827), de Croaz Kereon (1817)

## Slavní rodáci
- Guy Autret de Missirien, francouzský historik a spisovatel